# Ramulus rotunginus
Ramulus rotunginus är en insektsart som först beskrevs av Giglio-Tos 1914.  Ramulus rotunginus ingår i släktet Ramulus och familjen Phasmatidae. Inga underarter finns listade i Catalogue of Life.